# Hill Spring
Hill Spring è un villaggio del Canada, situato nella provincia dell'Alberta, nella divisione No. 3.